# Eleições estaduais na Paraíba em 2010
As eleições estaduais na Paraíba em 2010 ocorreram em 3 de outubro como parte das eleições gerais em 26 estados e no Distrito Federal. Foram eleitos o governador Ricardo Coutinho, o vice-governador Rômulo Gouveia, os senadores Cássio Cunha Lima e Vital do Rego Filho, 12 deputados federais e 36 estaduais. Como nenhum candidato ao governo atingiu metade mais um dos votos válidos, houve um segundo turno em 31 de outubro entre Ricardo Coutinho e José Maranhão com a vitória daquele. Segundo a Constituição, o governador teria um mandato de quatro anos com direito a uma reeleição.
Natural de João Pessoa o farmacêutico Ricardo Coutinho é graduado pela Universidade Federal da Paraíba com especialização em Farmácia Hospitalar na Universidade Federal do Rio de Janeiro. Funcionário público lotado no Hospital Universitário Lauro Wanderley, militou no Sindicato dos Farmacêuticos, no Sindicato dos Trabalhadores Públicos da Saúde do Estado da Paraíba e no Sindicato dos Funcionários da Universidade Federal da Paraíba filiando-se à Central Única dos Trabalhadores e ao PT. Eleito vereador na capital paraibana em 1992 e 1996, foi derrotado por duas vezes ao buscar um mandato de deputado estadual, todavia elegeu-se em 1998 e 2002. Após divergir de seu partido ingressou no PSB e venceu as eleições para prefeito de João Pessoa em 2004 e 2008. Renunciou ao executivo municipal em favor de Luciano Agra e recebeu o apoio de Cássio Cunha Lima a fim de disputar o Palácio da Redenção e foi eleito governador da Paraíba em 2010 ao impedir a reeleição de José Maranhão, que ascendera ao poder em 2009 por decisão do Tribunal Superior Eleitoral. Vitorioso nas urnas, Ricardo Coutinho tornou-se o primeiro líder paraibano com origem de esquerda e sem conexões prévias com o PMDB.
Seu companheiro de chapa é Rômulo Gouveia. Nascido em Campina Grande e formado em Direito na Faculdade Maurício de Nassau, ocupou diferentes cargos na prefeitura campinense entre os anos 1980 e os anos 2000 quando Ronaldo Cunha Lima e Cássio Cunha Lima administraram a cidade. Filiado ao PMDB foi eleito vereador em sua cidade natal em 1992 e 1996 e deputado estadual em 1998. Após entrar no PSDB foi reeleito em 2002 chegando à presidência da Assembleia Legislativa da Paraíba. Derrotado por Veneziano Vital do Rego nas eleições para prefeito de Campina Grande em 2004 e 2008, elegeu-se deputado federal em 2006 e quatro anos depois foi eleito vice-governador.

## Resultado da eleição para governador

### Primeiro turno
Conforme os arquivos da Justiça Eleitoral foram apurados 1.893.926 votos nominais.
| Candidato a governador(a) do estado | Candidato a vice-governador(a) | Número | Coligação                                                                      | Votação | Percentual |
| ----------------------------------- | ------------------------------ | ------ | ------------------------------------------------------------------------------ | ------- | ---------- |
| Ricardo Coutinho PSB                | Rômulo Gouveia PSDB            | 40     | Uma nova Paraíba (PSB, PSDB, DEM, PDT, PPS, PTC, PV, PTN, PRP, PR)             | 942.121 | 49,74%     |
| José Maranhão PMDB                  | Rodrigo Soares PT              | 15     | Paraíba Unida (PMDB, PT, PP, PTB, PSC, PRB, PSL, PMN, PCdoB, PHS, PTdoB, PRTB) | 933.754 | 49,30%     |
| Nelson Júnior PSOL                  | Ana Júlia Soares Cardoso PSOL  | 50     | PSOL (sem coligação)                                                           | 12.471  | 0,66%      |
| Lourdes Sarmento PCO                | Gilberto Ferreira da Silva PCO | 29     | PCO (sem coligação)                                                            | 2.442   | 0,13%      |
| Francisco Oliveira PCB              | Jocimar Oliveira da Silva PCB  | 21     | PCB (sem coligação)                                                            | 1.886   | 0,10%      |
| Marcelino Rodrigues PSTU            | Lissandro Matias Saraiva PSTU  | 16     | PSTU (sem coligação)                                                           | 1.252   | 0,07%      |

### Segundo turno
Conforme os arquivos da Justiça Eleitoral foram apurados 2.009.495 votos nominais.
| Candidato a governador(a) do estado | Candidato a vice-governador(a) | Número | Coligação                                                                      | Votação   | Percentual |
| ----------------------------------- | ------------------------------ | ------ | ------------------------------------------------------------------------------ | --------- | ---------- |
| Ricardo Coutinho PSB                | Rômulo Gouveia PSDB            | 40     | Uma nova Paraíba (PSB, PSDB, DEM, PDT, PPS, PTC, PV, PTN, PRP, PR)             | 1.079.164 | 53,70%     |
| José Maranhão PMDB                  | Rodrigo Soares PT              | 15     | Paraíba Unida (PMDB, PT, PP, PTB, PSC, PRB, PSL, PMN, PCdoB, PHS, PTdoB, PRTB) | 930.331   | 46,30%     |

## Resultado da eleição para senador
Conforme os arquivos da Justiça Eleitoral foram apurados 3.462.215 votos nominais.
| Candidatos a senador da República | Candidatos a suplente de senador              | Número | Coligação                                                                | Votação    | Percentual |
| --------------------------------- | --------------------------------------------- | ------ | ------------------------------------------------------------------------ | ---------- | ---------- |
| Cássio Cunha Lima PSDB            | Deca do Atacadão PSDB Ivandro Cunha Lima PSDB | 456    | Uma nova Paraíba (PSB, PSDB, DEM, PDT, PPS, PTC, PV, PTN, PRP, PR)       | 1.004.183  | 29,01%     |
| Vital do Rego Filho PMDB          | Raimundo Lira PMDB Tavinho Santos PTB         | 155    | Paraíba Unida (PMDB, PT, PP, PTB, PSC, PRB, PSL, PMN, PCdoB, PHS, PTdoB) | 869.501    | 25,11%     |
| Wilson Santiago PMDB              | Marcondes Gadelha PSC Sanny Japiassú PMDB     | 151    | Paraíba Unida (PMDB, PT, PP, PTB, PSC, PRB, PSL, PMN, PCdoB, PHS, PTdoB) | 820.653    | 23,70%     |
| Efraim Morais DEM                 | Carlos Antônio DEM Ramalho Leite PPS          | 256    | Uma nova Paraíba (PSB, PSDB, DEM, PDT, PPS, PTC, PV, PTN, PRP, PR)       | 692.451    | 20,00%     |
| Vital Farias PCB                  | José Silveira PCB Graciete Cunha PCB          | 211    | PCB (sem coligação)                                                      | 58.460     | 1,69%      |
| Marcos Dias PSOL                  | Ronaldo Damião PSOL Adriana Costa PSOL        | 501    | PSOL (sem coligação)                                                     | 16.967     | 0,49%      |
| Edgard Malagodi PSOL              | Leonardo de Castro PSOL Indeferido PSOL       | 502    | PSOL (sem coligação)                                                     | Indeferido | zero       |
| Maria das Dores da Silva PCO      | Rossana Mouta PCO Geraldo Viegas PCO          | 299    | PCO (sem coligação)                                                      | Indeferida | zero       |

## Biografia dos senadores eleitos

### Cássio Cunha Lima
Na eleição para o Senado Federal o mais votado foi o advogado Cássio Cunha Lima. Nascido em Campina Grande e graduado em 1991 pela Universidade Federal da Paraíba, elegeu-se deputado federal pelo PMDB em 1986 e 1994 subscrevendo a Carta Magna de 1988. Renunciou aos mandatos parlamentares em 1988 e 1996 quando venceu a disputa pela cadeira de prefeito em sua cidade natal, cargo para o qual se reelegeu no ano 2000. Deixou a prefeitura em 3 de dezembro de 1992 para assumir a Superintendência do Desenvolvimento do Nordeste por nomeação do presidente Itamar Franco. Após ingressar no PSDB apresentou nova renúncia ao executivo campinense e foi eleito governador da Paraíba em 2002. Reeleito em 2006, teve o mandato cassado pelo Tribunal Superior Eleitoral em 2009 sob a acusação de abuso de poder político e econômico durante a campanha. Por conta de uma batalha judicial sua eleição ficou sub judice até a decisão do Supremo Tribunal Federal quanto à irretroatividade da Lei da Ficha Limpa e assim Cássio Cunha Lima foi empossado senador em 8 de novembro de 2011.

### Vital do Rego Filho
Outro vitorioso nas urnas foi Vital do Rego Filho. Nascido em Campina Grande, ele é médico formado pela Universidade Federal da Paraíba e advogado pela Universidade Estadual da Paraíba. Filho de Vital do Rego e Nilda Gondim, foi eleito vereador pelos campinenses via PSB em 1988 e via PST em 1992, muito embora tenha perdido a eleição como candidato a vice-prefeito na chapa de Enivaldo Ribeiro em 1996 e a prefeito de Campina Grande no ano 2000. Durante muitos anos militou no PDT e nessa legenda conquistou mandatos de deputado estadual em 1994, 1998 e 2002. Eleito deputado federal pelo PMDB em 2006, tornou-se senador em 2010. Derrotado ao buscar o governo paraibano quatro anos depois, seu mandato terminou em dezembro de 2014 quando renunciou a fim de assumir uma cadeira no Tribunal de Contas da União e assim Raimundo Lira regressou ao Senado Federal pelo PMDB, mesmo partido que o elegera em 1986.

## Deputados federais eleitos
São relacionados os candidatos eleitos com informações complementares da Câmara dos Deputados.

Representação eleita
  PMDB: 5
  PSDB: 2
  PR: 1
  PT: 1
  PP: 1
  PDT: 1
  DEM: 1

Fonteː
| Deputados federais eleitos | Partido | Votação | Percentual | Cidade onde nasceu   | Unidade federativa |
| Wellington Roberto         | PR      | 113.167 | 5,80%      | São José de Piranhas | Paraíba            |
| Ruy Carneiro               | PSDB    | 108.644 | 5,56%      | Rio de Janeiro       | Rio de Janeiro     |
| Manoel Junior              | PMDB    | 108.041 | 5,53%      | Pedras de Fogo       | Paraíba            |
| Wilson Santiago Filho      | PMDB    | 105.822 | 5,42%      | João Pessoa          | Paraíba            |
| Luiz Couto                 | PT      | 95.555  | 4,89%      | Soledade             | Paraíba            |
| Romero Rodrigues           | PSDB    | 95.293  | 4,88%      | Campina Grande       | Paraíba            |
| Benjamin Maranhão          | PMDB    | 94.984  | 4,86%      | João Pessoa          | Paraíba            |
| Aguinaldo Ribeiro          | PP      | 87.572  | 4,48%      | Campina Grande       | Paraíba            |
| Damião Feliciano           | PDT     | 87.134  | 4,46%      | Campina Grande       | Paraíba            |
| Efraim Filho               | DEM     | 87.014  | 4,46%      | João Pessoa          | Paraíba            |
| Hugo Motta                 | PMDB    | 86.150  | 4,41%      | João Pessoa          | Paraíba            |
| Nilda Gondim               | PMDB    | 79.412  | 4,07%      | João Pessoa          | Paraíba            |

## Deputados estaduais eleitos
Estavam em jogo 36 cadeiras na Assembleia Legislativa da Paraíba.

Representação eleita
  PMDB: 8
  PSC: 4
  PSDB: 4
  DEM: 4
  PSB: 3
  PT: 3
  PTN: 2
  PSL: 2
  PPS: 2
  PDT: 1
  PR: 1
  PP: 1
  PTdoB: 1

Fonteː
| Número | Deputados estaduais eleitos | Partido | Votação | Percentual | Cidade onde nasceu  | Unidade federativa |
| 19169  | Toinho do Sopão             | PTN     | 57.592  | 2,90%      | Piancó              | Paraíba            |
| 15199  | Gervásio Maia               | PMDB    | 45.597  | 2,30%      | São Paulo           | São Paulo          |
| 15221  | Francisca Motta             | PMDB    | 43.475  | 2,19%      | Catolé do Rocha     | Paraíba            |
| 12345  | Manoel Ludgério             | PDT     | 40.153  | 2,02%      | Catolé do Rocha     | Paraíba            |
| 40123  | Léa Toscano                 | PSB     | 37.820  | 1,90%      | Esperança           | Paraíba            |
| 20147  | Arnaldo Monteiro            | PSC     | 35.765  | 1,80%      | Esperança           | Paraíba            |
| 15123  | Trocolli Júnior             | PMDB    | 35.622  | 1,79%      | João Pessoa         | Paraíba            |
| 45666  | Ricardo Marcelo             | PSDB    | 35.164  | 1,77%      | João Pessoa         | Paraíba            |
| 25111  | Lindolfo Pires              | DEM     | 34.935  | 1,76%      | Sousa               | Paraíba            |
| 40789  | Edmilson Soares             | PSB     | 33.401  | 1,68%      | Barra de Santa Rosa | Paraíba            |
| 15789  | André Gadelha               | PMDB    | 33.312  | 1,68%      | João Pessoa         | Paraíba            |
| 25666  | José Aldemir                | DEM     | 32.814  | 1,65%      | Cajazeiras          | Paraíba            |
| 25000  | João Henrique               | DEM     | 32.591  | 1,64%      | Monteiro            | Paraíba            |
| 15155  | Olenka Maranhão             | PMDB    | 32.344  | 1,63%      | João Pessoa         | Paraíba            |
| 22222  | Caio Roberto                | PR      | 32.307  | 1,63%      | Campina Grande      | Paraíba            |
| 25888  | Branco Mendes               | DEM     | 32.012  | 1,61%      | Aguiar              | Paraíba            |
| 17123  | Tião Gomes                  | PSL     | 30.638  | 1,54%      | Pombal              | Paraíba            |
| 11111  | Daniella Ribeiro            | PP      | 29.863  | 1,50%      | Campina Grande      | Paraíba            |
| 20123  | Guilherme Almeida           | PSC     | 29.858  | 1,50%      | Campina Grande      | Paraíba            |
| 15151  | Raniery Paulino             | PMDB    | 29.257  | 1,47%      | João Pessoa         | Paraíba            |
| 40444  | Adriano Galdino             | PSB     | 29.098  | 1,47%      | Pocinhos            | Paraíba            |
| 19789  | Eva Gouveia                 | PTN     | 27.158  | 1,37%      | Sumé                | Paraíba            |
| 45245  | Dinaldo Wanderley           | PSDB    | 26.822  | 1,35%      | Patos               | Paraíba            |
| 13333  | Frei Anastácio              | PT      | 26.014  | 1,31%      | Esperança           | Paraíba            |
| 45645  | João Gonçalves              | PSDB    | 25.542  | 1,29%      | João Pessoa         | Paraíba            |
| 15369  | Doda de Tião                | PMDB    | 24.953  | 1,26%      | Campina Grande      | Paraíba            |
| 15215  | Wilson Braga                | PMDB    | 24.752  | 1,25%      | Conceição           | Paraíba            |
| 20111  | Vituriano de Abreu          | PSC     | 24.482  | 1,23%      | Cajazeiras          | Paraíba            |
| 45444  | Antônio Mineral             | PSDB    | 24.387  | 1,23%      | Patos               | Paraíba            |
| 13660  | Luciano Cartaxo             | PT      | 24.296  | 1,22%      | Sousa               | Paraíba            |
| 20112  | Carlos Batinga              | PSC     | 23.732  | 1,20%      | Monteiro            | Paraíba            |
| 13000  | Anísio Maia                 | PT      | 21.516  | 1,08%      | Alagoa Nova         | Paraíba            |
| 23456  | Gilma Germano               | PPS     | 21.067  | 1,06%      | Picuí               | Paraíba            |
| 17444  | Aníbal Marcolino            | PSL     | 20.455  | 1,03%      | João Pessoa         | Paraíba            |
| 23111  | Janduhy Carneiro            | PPS     | 16.504  | 0,83%      | João Pessoa         | Paraíba            |
| 70123  | Genival Matias              | PTdoB   | 15.255  | 0,77%      | João Pessoa         | Paraíba            |

## Aspectos da campanha

### O caso dos panfletos
Durante a campanha eleitoral do segundo turno, um helicóptero pertencente ao candidato José Maranhão sobrevoava com vários panfletos que acusavam Ricardo Coutinho de "ser ateu" e de praticar rituais de magia negra. O advogado do socialista acusou o então senador de autorizar a distribuição dos panfletos com a intenção de prejudicar seu rival, versão que foi negada pelos advogados de Maranhão.
Fotos de estátuas instaladas pelo candidato do PSB quando ainda era prefeito de João Pessoa - segundo os panfletos, eram "pagãs" - e outra imagem, de um encontro comemorativo do Dia Nacional da Consciência Negra, era, segundo o autor da suposta acusação, de representantes de religiões afro-brasileiras. Em seu programa eleitoral, Ricardo Coutinho negou as acusações e garantiu que tomaria providências sobre o caso. 
Em 29 de outubro, a Justiça Eleitoral fez uma apreensão no comitê de José Maranhão, encontrando 30 mil panfletos que novamente prejudicavam o socialista, desta vez acusando-o de superfaturamento para utilização do dinheiro da compra da Fazenda Cuiá, que seria usado na campanha de Ricardo Coutinho. A mesma quantidade foi apreendida na Gráfica Moura Ramos, e a coligação "Paraíba Unida" assumiu a autoria, embora garantisse que o material era legal.